# Tranås AIF Hockey
Le Tranås AIF est un club de hockey sur glace de Tranås en Suède. Il évolue en Hockeyettan, troisième échelon suédois.

## Historique
Le club est créé en 1905.

## Palmarès
- Aucun titre.